# Перестановочные операторы
Перестановочные операторы — ограниченный линейный оператор {\displaystyle B} и линейный оператор {\displaystyle T}, для которых оператор {\displaystyle TB} является расширением оператора {\displaystyle BT}: {\displaystyle BT\subseteq TB}. Если операторы {\displaystyle B} и {\displaystyle T} определены на всем пространстве (причем не обязательно ограничены), то они перестановочны, если {\displaystyle BT=TB}. В этом случае перестановочные операторы также называют коммутирующими. В общем случае равенство {\displaystyle BT=TB} неудобно использовать в качестве определения перестановочности, потому что тогда даже обратный оператор {\displaystyle B^{-1}} не будет перестановочен с {\displaystyle B}, если {\displaystyle B^{-1}} определён не на всём пространстве — тогда операторы {\displaystyle BB^{-1}} и {\displaystyle B^{-1}B} будут иметь разные области определения. Иногда для перестановочных операторов используют обозначения: {\displaystyle B\cup T} или {\displaystyle B\smile T}.

## Свойства
- Если оператор {\displaystyle B} перестановочен с {\displaystyle T_{1}} и перестановочен с {\displaystyle T_{2}}, то {\displaystyle B} также перестановочен с {\displaystyle T_{1}+T_{2}} и {\displaystyle T_{1}T_{2}}.
- Если {\displaystyle B_{1}} перестановочен с {\displaystyle T} и {\displaystyle B_{2}} перестановочен с {\displaystyle T}, то операторы {\displaystyle B_{1}+B_{2}} и {\displaystyle B_{1}B_{2}} перестановочны с {\displaystyle T}.
- Если {\displaystyle B} перестановочен с {\displaystyle T} и существует {\displaystyle T^{-1}}, то {\displaystyle B} перестановочен с {\displaystyle T^{-1}}.
- Если {\displaystyle B} перестановочен с каждым из операторов {\displaystyle T_{n}\,(n=1,2,\dots )}, то {\displaystyle B} перестановочен с {\displaystyle \lim \limits _{n\to \infty }T_{n}}.
- Если каждый из операторов {\displaystyle B_{n}\,(n=1,2,\dots )} перестановочен с {\displaystyle T}, то {\displaystyle \lim \limits _{n\to \infty }B_{n}} перестановочен с {\displaystyle T} в предположении, что {\displaystyle \lim _{n\to \infty }B_{n}} ограничен, а {\displaystyle T} замкнут.
- Если {\displaystyle B} перестановочен с {\displaystyle T} и сопряжённый оператор {\displaystyle T^{*}} существует, то {\displaystyle B^{*}} перестановочен с {\displaystyle T^{*}}[3].

## Случай конечномерного пространства
В конечномерном пространстве перестановочным операторам отвечают перестановочные матрицы: {\displaystyle AB=BA}. Задача Фробениуса состоит в том, чтобы определить все матрицы {\displaystyle X}, перестановочные с данной матрицей {\displaystyle A}. Все решения задачи Фробениуса имеют вид
{\displaystyle X=UX_{A}U^{-1},}
где {\displaystyle X_{A}} — произвольная матрица, перестановочная с {\displaystyle A}, {\displaystyle U} — матрица, приводящая {\displaystyle A} к нормальной жордановой форме {\displaystyle J}: {\displaystyle A=UJU^{-1}}. Число линейно независимых решений задачи Фробениуса определяется формулой:
{\displaystyle N=n_{1}+3n_{2}+\dots +(2t-1)n_{t},}
где {\displaystyle n_{1},n_{2},\dots ,n_{t}} — степени непостоянных инвариантных многочленов {\displaystyle i_{1}(\lambda ),i_{2}(\lambda ),\dots ,i_{t}(\lambda )} матрицы {\displaystyle A}.
Если линейные операторы {\displaystyle A_{1},A_{2},\dots ,A_{m}} в конечномерном пространстве {\displaystyle R} попарно перестановочны, то можно расщепить все пространство {\displaystyle R} на инвариантные относительно всех операторов {\displaystyle A_{i}} подпространства:
{\displaystyle R=I_{1}+I_{2}+\dots +I_{m}}
так, чтобы минимальный многочлен любого из этих подпространств относительно любого из операторов {\displaystyle A_{i}} был степенью неприводимого многочлена.
Перестановочные операторы всегда имеют общий собственный вектор. Если дано конечное или бесконечное множество попарно перестановочных нормальных операторов {\displaystyle A_{1},A_{2},\dots } в унитарном пространстве, то все эти операторы имеют полную ортонормированную систему общих собственных векторов. В терминах матриц это означает, что любое конечное или бесконечное множество попарно перестановочных матриц приводится к диагональному виду одним и тем же унитарным преобразованием.